# غوردي بروس
غوردي بروس هو لاعب هوكي الجليد كندي، ولد في 9 مايو 1919، وتوفي في 15 يوليو 1997.

## وصلات خارجية
- غوردي بروس على موقع دوري الهوكي الوطني (الإنجليزية)
- غوردي بروس على موقع قاعة مشاهير الهوكي (لاعب أن.إتش.أل) (الإنجليزية)
- غوردي بروس على موقع EliteProspects.com (الإنجليزية)
- غوردي بروس على موقع HockeyDB.com (الإنجليزية)
- غوردي بروس على موقع Hockey-Reference.com (الإنجليزية)